# 鶴谷寿
鶴谷 寿（つるたに ひさし、1925年 - ）は、日本のアメリカ文学研究者、米国移住者、竹久夢二研究者である。日本英文学会会員。アメリカ学会会員。長崎県生まれ。

## 学歴
- 昭和24年3月： 西南学院専門学校英文科卒業
- 昭和27年3月： （旧制）九州大学文学部英文学科卒業
- 昭和37年8月： 米国ワイオミング大学大学院修士課程（英文学専攻）修了
- 昭和42年8月： 米国ワイオミング大学大学新修士課程（アメリカ研究専攻） 再入学
- 昭和43年8月： 米国ワイオミング大学大学院修士課程修了（M.A）（アメリカ研究専攻）

## 職歴
- 昭和19年9月 - 20年10月： 陸軍部隊入営
- 昭和27年4月 - 30年 3月： 長崎県立長崎東高等学校教諭（英語 担当）
- 昭和32年5月 - 33年 2月： 長崎外国語短期大学専任講師（米文学特講及び英語 担当）
- 昭和33年3月 - 34年 6月： 市立下関産業短期大学専任講師（英語 担当）
- 昭和34年7月 - 37年 3月： 市立下関産業短期大学助教授（英語 担当）
- 昭和37年4月 - 41年 3月： 下関市立大学助教授兼市立下関商業短期大学助教授（英語 担当）
- 昭和41年4月 - 50年 5月： 愛知県立大学文学部英文学科教授（米文学史、米文学特講、米文学演習 担当）
- 昭和46年9月 - 50年10月： 名古屋大学兼任講師（英語 担当）
- 昭和47年6月 - 47年 9月： 公立大学在外研究員としてカリフォルニア大学（デーヴィス）、ワイオミング大学、テキサス大学（オースティン）及びアリゾナ大学（ツーソン）にて「アメリカ西部文学とその背景」の調査研究
- 昭和48年7月 - 48年 9月： 客員研究員としてカリフォルニア大学（ロサンゼルス、デーヴィス）、ワイオミング大学及びクレイトン大学にて「アメリカ文明—特に日米交流について」の調査研究
- 昭和50年6月 - 50年 8月： 客員研究員としてカリフォルニア大学（ロサンゼルス）、クレイトン大学及びワイオミング大学にて「アメリカ文明—特に移民史」の調査研究
- 昭和50年6月 - 53年 3月： 滋賀大学教育学部英文学科教授（米文学史、米文学特講、米文学演習 担当）
- 昭和51年7月 - 51年 8月： 客員研究員としてカリフォルニア大学（ロサンゼルス）及びクレイトン大学にて「日系アメリカ人」の調査研究
- 昭和53年4月 - 56年 3月： 中京大学文学部英文学科教授（米文学史、米文学特講、米文学演習 担当）
- 昭和53年7月 - 53年 8月： 客員研究員としてカリフォルニア大学（ロサンゼルス）及びクレイトン大学にて「日系アメリカ人の文芸活動についての調査研究
- 昭和54年6月 - 54年 9月： 客員研究員としてクレイトン大学及びカリフォルニア大学（ロサンゼルス、デーヴィス）にて「アメリカ西部文学及び海外の日本人町」の調査研究
- 昭和56年4月 - 60年 3月：静岡大学人文学部教授（人文学科英文専攻）（米文学史、米文学特講、英文学演習 担当）
- 昭和57年7月 - 57年 8月： 客員研究員としてコロラド大学、クレイトン大学及びカリフォルニア大学（ロサンゼルス）にて「アメリカ西部文学及び日系新聞」の調査研究
- 昭和60年4月 - 62年 3月： 明星大学人文学部英語英文学科教授（英米事情、英文学特講、英文学演習、英語 担当）
- 昭和60年7月 - 60年 9月： 客員研究員としてカリフォルニア大学（ロサンゼルス、デーヴィス）及びクレイトン大学にて「日米文化交流史について」の調査研究
- 昭和62年4月 - 平成3年3月： 神田外語大学外国語学部英米語学科教授（英語総合口座、米国史、日英塀比較文化論、英米事情 担当）
- 平成2年4月 - 3年3月： 千葉大学兼任講師（アメリカ研究 担当）
- 平成3年4月 - ： 神戸女子大学文学部分学科英文学専攻教授（アメリカ研究 担当）
  - 大学院文学研究科教授（米文学特殊研究I、米文学演習II「博士前期課程」担当）
  - 平成4年4月から大学院文学研究科教授（米文学特論III「博士後期課程」担当）
- 平成13年3月： 神戸女子大学大学院退職

## 学会および社会における活動
(学会）
- 昭和31年1月 - 現在： 日本英文学会会員
- 昭和38年1月 - 現在： 日本アメリカ文学界会員
- 昭和45年4月 - 現在： The International John Steinbeck Society会員（米国）
- 昭和50年1月 - 現在： The Western Literature Association （米国）
- 昭和60年1月 - 現在： 大学英語教育会会員
- 昭和61年2月 - 現在： アメリカ学会会員

## 社会における活動
- 昭和59年2月： 名古屋大学総合語学センターにおいて「留学 異文化摂取」について講演
- 昭和59年6月： 愛知淑徳大学において「日系アメリカ人 移住の背景とその実態」について講義
- 昭和59年9月： 静岡大学公開講座において「アメリカの大衆文学」について講義
- 昭和59年1月： 静岡県近代史研究会において「移民放出と静岡事件」について講演
- 昭和60年4月： NHKラジオ第二放送（東京）において連続二回（第一回：18日に45分、第二回：25日に45分）「私の研究—アメリカン・スピリットの原型」について放送
- 平成2年1月： NHKラジオ第一放送（東京）において「竹久夢二の渡英時代」について放送

## 学術論文
- The Nature and Significance of "the Past World" in Nathaniel Hawthorne's Works （英文）
単著 昭和32年2月 「長崎外語短大論議」 第3号
Nathaniel Hawthorneがなぜ好んで過去の時代に素材を求めた作品を書いているかを述べている.それは第1に、彼がニューイングランドの歴史や民族伝承に深い関心を持っていたこと。第2に、彼のロマンチックな傾向、第3に、ヨーロッパのロマンチシズムの影響、さらい第4として、彼の寓意物語という詳説技法などの観点から、この理由を論じている。
- Hawthorneの文体についての1考察
単著 昭和33年8月 「下関商経論集」 第2巻第2号
Nathaniel Hawthorneの文体の特徴から、彼の内容を解明しようとしたものである。先ず、歴史物に素材をもとめたのもarchismによるものであることと、彼のarchismの特異性について述べている。次に内面的な心理描写の多いことが、他の作家に比べて、文章が長くなっている要因であることを指摘している。さらに内面描写の一手法として、主観性の強い表現方法であるsubjunctibe moodの用法が多いことも挙げている。
- 明暗感から見たHawthorneの用語
単著 昭和34年2月 「下関商経論集」 第3巻第1号
明暗感を単なる白とか黒とか言う視覚的な色彩によって分類するのではなく、心理的な、例えば希望とか死という明暗感まで含んでHawthorneの用語を分析し、他の作家の語彙と統計的に比較してみた。その結果、罪悪感をテーマとするHawthorneの作品には、他の作家に比べてはるかに位幹事の語彙が多いことがわかった。これは彼の性格、環境、過去及び罪悪感からきているばかりでなく、彼の詳説技法からも意識的に位幹事の語彙を彼が使用していることを論じている。
- An Analytical Comparison and Contrast of Hawthorne and James with "THe Art Of Fiction" as the Source（英文）
単著 昭和38年3月 「下関商経論集」 第6巻第3号
Hawthorneの評伝を書いたHenry Jamesの"The Art of Fiction"を鍵として、両者を比較したものである。先ず両者の道徳観には共通点があり、Jamesの文体や技法にはHawthorneの影響があることを述べ、さらに両者が孤独感に共通のテーマを持っていることと、心理描写に力をいれている点を挙げている。しかし両者の相違は、印象派の画家の影響の強いJamesが現在を重視しているものに対して、Hawthorneは、彼の寓意的手段のため過去に題材を求めていることを述べている。
- The Forest of Arden in "As You Like It" （英文）
単著 昭和39年6月 「梅光女学院短期大学紀要」Ⅰ
Shakespeareの”As You Like It"の素晴らしい魅力を醸し出している一つの点は、この芝居の舞台となっている「Ardenの森」の巧みな使い方である。「Ardenの森」は単なる場所ではなく、重要な役割を持つ登場人物の一人とも考えられる点を指摘している。そのために他の作家の作品も参照しながら欧米における「森」のイメージを述べている。
- The West in Willa Cather's Works （英文）
単著 昭和40年3月 「下関市立大学開学記念論文集」
Willa CatherにとってThe West（アメリカ西部）とはなんであるかを取り上げたものである。彼女は最初はHenry Jamesを模倣したような作品を書いていたが、Sarah Orne Jewettから、自分が本当によく知っている場所や生活を書くことを忠告されてから、彼女は自分の育った西部を題材にして書くようになった。しかし西部の現実の生の題材ではなく失われた古き良き西部に体する愛情と郷愁の念から書いているものである。
- Emerson in Japan （英文）
単著 昭和45年3月 「Mulberry」 愛知県立大学英文学会
Ralph Waldo Emersonが日本でどのように受容されたかを述べたものである.先ず明治の文明開化を謳歌する風潮からEmersonの論文の中でも評価の低い"Cibvilization" 『文明論』が最初に紹介されたことや、彼の評伝を最初に書いた北村透谷のことを述べ、また当時キリスト共に馴染みの無い日本人は陽明学などの東洋思想を媒介としてEmersonを理解しようとした。それで当然その理解には偏見や誤解も生じたことを述べたものである。
- アメリカの西部
単著 昭和48年9月 - 49年3月 「NHK続基礎英語」日本放送出版協会
真の西部の紹介をしたものである。先ず西部の地理的定義をなし、西部の州の中でも代表的なワイオミング州の実態を紹介する。さらに西部開拓史上有名な史跡や出来事を単なる歴史上の点から詳細に説明しているだけでなく、Stephen Craneの"The Blue Hotel"やJack Schaeferの"Shane"やFrancis Parkmanの“The Oregon Tail"や、またOwen Wisterの”The Virginian"などの文学作品を通じて西部の理解を深めようとしたものである。
- ジャップ・ギャングとジャップ・キャンプ
単著 昭和54年Ⅰ月 「歴史公論」 5巻第1号 雄山閣出版
日系アメリカ移民の足跡をアメリカ西部の鉄道と鉱山労働者の二つの面から辿ったものである。先ずジャップ・ギャングと呼ばれた鉄道工夫のグループの需要と供給の必要性がなぜ生じたか、またその労働の実態はいかなるものであったか。さらにジャップ・キャンプと呼ばれた場所に住み鉱山で働いていた日本人鉱夫の就労の歴史とその生活の実態について述べている。さらに、これらの初期の日本人労働者の功績を明らかにしたものである。
- 日系移民しに現れた特有な現象
単著昭和54年1月 「歴史公論」 5巻第1号 雄山閣出版
先ず日本政府は「移民」と「非移民」という旅券を発給し、「移民」を「出稼ぎ者」と定義していることや、「写真結婚」という排日の口実を与えた日系人の結婚方法、さらに「OK牧場の決闘」の時に居合わせた大貫八郎やアメリカ船で強制的に連れ去られてアメリカ移民第一号となった元旗本の高橋梅吉とのことや、また上田藩主の弟の松平忠厚が華族移民の第一号として明治5年に渡米したことなどを述べている。
- 在米日本人の歴史
単著 昭和56年1月 「東書」No.65 東京書籍
在米日系人の歴史が、出稼ぎ時代から始まり、やがて定着を決意するようになった永住時代から、さらに帰化時代へと移り変わっていった。しかしその間、何ら国力の背景もなく、十分な保護も受けられずに個人的なペースで移住した。そしてアメリカの新天地で、言語風俗の相違を克服し、人種差別と闘い、今日の日系アメリカ人社会の発展をもたらした歴史を述べたものである。
- アメリカの納税者意識
単著 昭和56年3月 「社会科学研究所」 第1号 中京大学社会科学研究所
1978年にカリフォルニア州で、住民が反税運動を起こし、いわゆる「提案13」という法案を認めさせた運動の経過と背景について述べている。またアメリカ人には歴史的に税の公平が民主主義の基本であるという強い納税者意識があることを説き、さらに日本の「納税者」という言葉が、お上の決めた税を納めると言う感じがあるのに対して、アメリカのtax-payerは自主的に決めた税を支払うという感じがあることを論じている。
- 日本の開国は鯨から
単著 昭和56年8月 「歴史への招待」 第15巻 日本放送出版協会
Perry艦隊来航の原因の一つは、当時、太平洋上で活躍していたアメリカ捕鯨船の寄港地として日本を開国させる必要があったからである。この頃は欧米において灯火用としての鯨油の需要が大きかったのである。それでアメリカ捕鯨業の盛衰の歴史をHerman Melvilleの"Moby Dick" 『白鯨』の引用など用いて詳細に述べると共にPerryが帰国の途中、イギリスのLiverpoolで領事をしていたNarthaniel Hawrthorneと会ったという事実も述べている。
- 西部作家 Owen Wister
単著 昭和56年8月 「静岡大学英文学会報」No.1
今日まで400万部に達するベストセラー、"The Virginian(1902)"の作家 Owen Wisterの事は、あまり日本では知られていない。彼の"The Virginian"が今日のハリウッドの西部劇の原型を作ったといわれている。このようにカウボーイをアメリカのヒーローにしたてあげ、西部文学の中でカウボーイ小説ともいわれる分野を創り出した西部作家のOwen Wisterを紹介したものである。
- 夢二アメリカの旅「I Came I Saw」
単著 昭和62年3月 「汎」7号 PMC出版
竹久夢二が渡米時代に日本語新聞「日米」紙上に連載した未発表のスケッチ風の作品13点と、それにつけくわえられた短いエッセイを、日本で初めて紹介したものである。さらに芸術家夢二のアメリカ文化に対する批判と日本文化についての反省などの視点から、彼のアメリカ文化から受けたカルチャー・ショックを論じたものである。
- 「日米」創刊号をめぐって
単著 昭和62年12月 「汎」7号 PMC出版
1899年（明治32年）サンフランシスコで誕生した日本語新聞（邦字新聞）「日米」紙の創刊第1号を紹介し、「日米」発刊に至までの事情を述べている。さらに今まで、この新聞について定説となっていた誤りを正し、このアメリカの日本語新聞の中でも最も古く、また有力紙であった「日米」紙から当時の日本政府対米移民政策や、その後の日経新聞の変遷を述べたものである。
- 男たちの西部生活誌（特別企画）
単著 平成3年5ガツ「歴史読本ワールド」 第2巻第5号新人物往来者
アメリカ人にとって西部とは何だったのか.あるものはお烏合に魅せられ、あるものは新天地を求めて、フロンティア・ロードを西へと向かった.冒険心あふれる男たちの開拓地での生活振りをイラストと写真で綴ったものである。
- 異邦人、夢二
単著 平成3年7月 「Esquire」エスクァイア日本版「別冊」No.8
竹久夢二は、1931年5月からハワイ及びアメリカ西海岸地方に約1年4ヶ月滞在した。その間に彼は、アメリカの機械文明、男女平等、人種、二世、老人、移民問題など、アメリカ文化を多方面から観察し、それをエッセイ、詩歌をもって表現している。これらの作品中、等にエッセイを通して、いかに夢二が時代思潮に敏感であり進歩的な考えも持ち主であったかを論じたものである。
- 米陸軍日本語学校へ意と沖縄戦
単著 平成4年5月 「別冊 歴史読本」 第70号 新人物往来社
アメリカ合衆国に忠誠を誓い、沖縄戦で活躍した日本語学兵のことを主として述べ、あわせて米陸軍日本語学校での語学習得の方法が今日の日本における語学教育に大きな影響を与えていることにもふれている。
- Reminiscence
単著 平成4年5月 「Esquire」 エスクァイア日本版 第6巻5号
竹久夢二の渡英時代の中で、特にモントレー滞在中に、彼が交わった日系アメリカ人の心情を新資料を使って述べたものである。

## その他
- Nathaniel Hawthorne*:The Man of Adamant and Other Tales（大学教科書の編注）
単著 昭和32年11月 好文堂
これまではほとんど日本で紹介されていないが、それぞれHawthorneの特徴を表していると思われる四つの短編を選んだ。そして注釈の外に、作者の伝記や作風及び作品の歴史的背景も付した。
- 西部劇と異なる西部（寄稿）
単著 昭和44年3月 朝日新聞（文化欄）
西部というと保安官と悪漢、カウボーイ、インディアンと白人が争う西部劇の舞台として我々に馴染みの深いものである。しかし穏当に西部の開拓に従事した多くの人々の真の生活は伝えられていない。それで荒涼たる西部の高原や山脈の大自然と闘った彼等の命懸けの生活と、そこから展開的なアメリカ社会が生まれたことを述べている。
- Reloy Garcia*:*:The Changing American West （大学教科書の編注）
単著 昭和49年3月 篠崎書林
アメリカ西部の真の姿を紹介する意図で、西部で生まれ、西部で育った著者が、特に日本の学生のために平易で簡明な文章で書き下ろしたテキストである。内容はインディアンの興味ある風俗習慣や西部劇の主人公やカウボーイなどの虚像と実像について述べたものである。また、編注者は西部についての詳しい注釈を付している。
- 太平洋戦争と日本語新聞（寄稿）
単著 昭和53年12月 中日新聞（文化欄）
移民の数と発行部数の比からすると第1位といわれ、日系社会に大きな影響力を持っていた日本語新聞が、太平洋戦争開戦前と開戦の混乱期それに戦後と如何なる変遷をたどったかを述べたものである。
- R・ウィルソン、B・ホソカワ：ジャパニーズ・アメリカン （書評）
単著 昭和57年9月 日本経済新聞（書評欄）
日系移民の苦難の歴史を書いたものであるが、ウィルソンは膨大な資料の処理が十分でなく、事実の誤りがあることを指摘している。さらにホソカワの分担の分は本人の実体験から書かれているので読者に感動を与えることを述べると共に、本書が日米関係の相互理解に十分役立つ内容を備えていることを評価した。
- 西部開拓時代とオレゴン街道 （寄稿）
単著 昭和59年11月 日本経済新聞（アメリカ西部特集）
なぜオレゴン街道が生まれたかという理由と、出発点から終着点までのルートを述べ、さらにこの街道を通った幌馬車隊の構成や、いかに多くの西部への移住者たちが、この道を進んだかということなどや、途中の歴史上の有名な場所などを説明し、この街道が西部開拓に果たした重要な役割を述べている。
- 竹久夢二とアメリカ （寄稿）
単著 昭和59年12月 中日新聞（文化欄）
従来、知られていなかった竹久夢二の約1年4ヶ月にわたるアメリカ流転の足跡を、主に日経新聞から辿ったものである。特に在米時代の文芸活動を述べ、まだ日本で知られていない彼の絵、随筆、詩、歌などのことを初めて紹介した。